# Либединский, Юрий Николаевич
Ю́рий Никола́евич Либеди́нский (при рождении Георгий Натанович Либединский; 28 ноября [10 декабря] 1898, Одесса, Херсонская губерния — 24 ноября 1959, Москва, Московская область) — русский советский писатель и журналист, военный корреспондент.

## Биография
Родился 28 ноября (10 декабря) 1898 года в Одессе, в еврейской семье: отец — выпускник Йенского и Дерптского университетов, частнопрактикующий детский и санитарный врач Натан Либерович (Николай Львович) Либединский (1868—1920), мать — зубной врач Тойба (Товба) Вульфовна (Татьяна Владимировна) Либединская (в девичестве Нахимсон; 1870—1941). Детство провёл в Миасском заводе и в посёлке Тургояк на Урале, где отец приблизительно с 1901 года служил врачом горнозаводского госпиталя, а во время Русско-японской войны — врачом прифронтового лазарета и затем эвакогоспиталя в Миасском заводе. В 1909 году семья переехала в Челябинск, где родители принимали пациентов в доме А. С. Бухарина на Азиатской улице (угол Михайловской).  
В 1910 году поступил в городское реальное училище. В 1916 году отца перевели в Уфу, где он служил начальником военного госпиталя, а после Февральской революции семья вернулась в Челябинск, где с 1919 года отец возглавлял санитарный подотдел в губздравотделе, осенью 1919 — зимой 1920 года входил в «тройку» Чекатифа (Чрезвычайной комиссии по борьбе с тифом) во время эпидемии тифа на Урале и в Сибири (в Челябинске было развёрнуто 19 госпиталей и 12 тифозных больниц) и умер от тифа в январе 1920 года. 
В 1918 году окончил реальное училище в Челябинске. Участник Гражданской войны на Урале, служил политруком. В 1919 году получила распространение его сатирическая поэма «Серый Патфиндер». Осенью 1920 года вернулся в Челябинск, служил в политотделе губвоенкомата, работал в газете «Советская правда» (позже «Челябинский рабочий»). Член РКП(б) с 1920 года.  
В 1921 году был направлен в Екатеринбург преподавателем курсов военных комиссаров. Затем до 1923 года был преподавателем в Высшей военной школе связи в Москве, потом работал токарем Московского электромеханического завода имени Ленина. 
Начал заниматься литературой в реальном училище, принимал участие в издании ученического литературного журнала «Первые шаги», писал рассказы под псевдонимом «Ю. Логан»; публиковался с 1921 года. В 1928 году переехал в Ленинград, руководил писательской организацией. Активный деятель групп «Октябрь», МАПП, один из руководителей РАПП. Председатель Центральной ревизионной комиссии СП СССР с 1934 года. 
В 1936 году вернулся в Москву. В июне 1937 года исключён из партии за троцкизм (восстановлен в 1939 году). 
Во время Великой Отечественной войны ушёл в ополчение, затем — корреспондент фронтовых газет «Красный воин» и «Красная звезда». Майор. После контузии в 1942 году находился на лечении в госпитале, где познакомился со своей последней женой Лидией Толстой. После возвращения в строй — вновь в газете «Красный воин». Награждён медалью «За оборону Москвы» (1944).
В 1947 году жил во Владикавказе (в эти годы Дзауджикау), участвовал в переводе на русский язык нартовского эпоса осетин. Занимался исследованиями национальных литератур Северного Кавказа, дружил с кабардинскими и осетинскими писателями.
Первая известность к Ю. Н. Либединскому пришла с публикацией повести «Неделя» (1922), которая среди прочих была отмечена А. К. Воронским, — о революционных событиях в Челябинске. Автор повестей «Комиссары» (1925), романов «Завтра» (1923), «Поворот» (1927), «Рождение героя» (1930), «Баташ и Батай» (1940—1941), военных очерков и рассказов, книги для юношества «Воспитание души» (1962), мемуарных книг «Современники» (1958) и «Связь времён» (1962).
В 1927 году принял участие в коллективном романе «Большие пожары», публиковавшемся в журнале «Огонёк».
Умер 24 ноября 1959 года в Москве от сердечного приступа. Похоронен на Новодевичьем кладбище (участок № 8).

## Семья
- Сестра — Рахиль Николаевна Лебединская (1902—1989), доцент кафедры основ марксизма-ленинизма исторического факультета ЛГУ (её сын — доктор химических наук, профессор Гелий Эмильевич Елькин, 1932—?).
- Брат — музыковед Лев Николаевич Либединский.
- Первая жена (1922—1928) — Марианна Анатольевна Герасимова  (1901—1944, покончила с собой после освобождения из ИТЛ), в 1923—1930 годах сотрудник ОГПУ (в 1928—1930 годах начальник и помощник начальника ИНФО ОГПУ), двоюродная сестра кинорежиссёра Сергея Герасимова[8]. Её сестра, прозаик Валерия Герасимова, была замужем за писателями А. А. Фадеевым и Б. М. Левиным.
- Вторая жена (1930—1939) — актриса Мария Фёдоровна Берггольц (1912—2003), сестра поэтессы Ольги Берггольц.
  - Сын — историк, экономист Михаил Юрьевич Лебединский (1931—2006).
- Третья жена (1940—1942) — Ольга Сергеевна Неклюдова[9], детский писатель, впоследствии жена Варлама Шаламова (1956—1965).
  - Сын — фольклорист Сергей Юрьевич Неклюдов[10].
- Четвёртая жена (1942—1959) — писательница Лидия Борисовна Либединская (урождённая Толстая).
  - Дочь — Татьяна Юрьевна Губерман (1943—2024), филолог, жена поэта Игоря Губермана.
  - Дочь — Лидия Юрьевна Либединская (род. 1944), редактор (невестка литературоведа Г. А. Лескисса).
  - Дочь — Нина Юрьевна Патлас (род. 1952), лингвист, жена актёра-мима и раввина Григория Цви Патласа.
  - Сын — Александр Юрьевич Либединский (1948—1990), инженер, был женат на актрисе Наталье Журавлёвой, зять народного артиста СССР Д. Н. Журавлёва.
  - Приёмная дочь — Мария Юрьевна Говорова (Либединская, род. 1939), жена поэта Александра Говорова.
- Дочь (от гражданского брака с Татьяной Ивзековой) — Наталья Львовна Ивзекова (по мужу Крылова, 1930-2022), кандидат педагогических наук, преподаватель русского языка, логопед.

## Сочинения
- 1931 — «Сочинения. Т. 1-2». М., ОГИЗ-ГИХЛ
- 1958 — «Избранные произведения в 2 томах». М., Гослитиздат
- 1972 — «Избранное в 2 томах». М., Художественная литература.
- 1980 — «Избранные произведения в 2 томах». М., Художественная литература
- 1923 — «Неделя», повесть
- 1924 — «Завтра», Молодая гвардия, Л.-М. (выражает разочарование в НЭПе)
- 1926 — «Комиссары», Л., Прибой (экранизирован в 1969 году)
- 1927 — «Учеба, творчество и самокритика». М.
- 1929 — «Поворот». Роман. Кн. 1.
- 1930 — «Рождение героя» (отказ от идеализации образа партработника вызвал резкую критику)
- 1930 — «Высоты». Драма. Л.
- 1933 — «Накануне»
- 1933 — «Рассказы товарищей». М.
- 1940 — «Баташ и Батай». М.
- 1943 — «Гвардейцы». М.
- 1946 — «Пушка Югова». Магадан
- 1947 — «Горы и люди», М., Советский писатель
- 1950 — «Они стали гвардейцами»
- 1952 — «Зарево»
- 1956 — «Сын партии». М. (в соавторстве с Э. О. Блок)
- 1957 — «Утро Советов», М.
- 1958 — «Современники». М.
- 1962 — «Связь времён». Воспоминания
- 1963 — «Дела семейные. М.

## Награды
- орден Трудового Красного Знамени (1958)
- медаль «За оборону Москвы» (2 августа 1944)

## Архив
В Российском государственном архиве литературы и искусства на хранении состоит крупный фонд Ю.Н. Либединского, состоящий из 1673 единиц хранения за 1902–1965 гг. Среди документов есть рукописи Либединского: романы, повести, сценарии, очерки, воспоминания; материалы о его редакторской деятельности; переписки; записные книжки; фотографии и др.